# Maçarico-galego

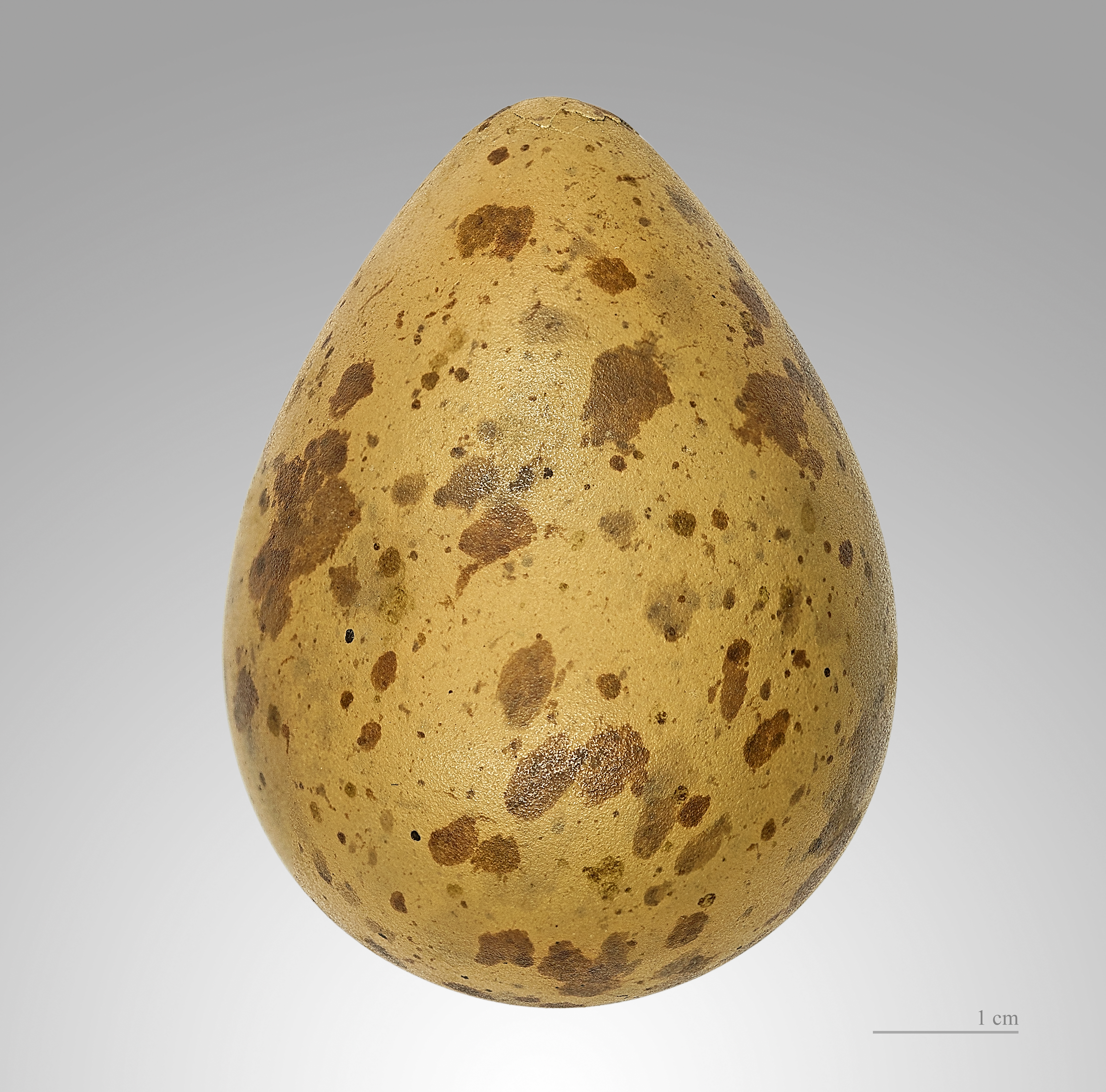
Numenius phaeopus- MHNT

Numenius phaeopus, comummente conhecida como Maçarico-galego-eurasiático ou maçarico-galego, é uma ave limícola pertencente à família Scolopacidae. É um dos maiores membros da sua família, caracterizando-se pela plumagem acastanhada e pelo longo bico recurvado. Pode ser confundido com o maçarico-real.
Esta espécie nidifica nas regiões árcticas e inverna principalmente em África. Em Portugal ocorre sobretudo como migrador de passagem, embora alguns indivíduos passem o Inverno no sul do país.

## Subespécies
São reconhecidas quatro subespécies:
- Numenius phaeopus phaeopus (Linnaeus, 1758) - noroeste do Paleártico. Inverna na África e na Índia.
- Numenius phaeopus alboaxillaris (Lowe, 1921) - pradarias ao norte do Mar Cáspio. Inverna na costa oeste do Oceano Índico.
- Numenius phaeopus variegatus (Scopoli, 1786) - Sibéria. Inverna em Índia, Filipinas, Indonésia e Austrália.
- Numenius phaeopus hudsonicus (Latham, 1790) - Alasca e norte do Canadá. Inverna no sul da América do Sul. Considerada uma espécie plena por muitas autoridades, inclusive pelo Comitê Brasileiro de Registros Ornitológicos (CBRO), com o nome Numenius hudsonicus (maçarico-de-bico-torto).[6]